# 三韩
三韩是西元前2世纪末至4世纪左右朝鲜半岛南部三个部落联盟，包括马韩、辰韩和弁韩。中國的《三国志·魏書·东夷传》中提到：“韩在带方之南，东西以海为限，南与倭接，方可四千里。”按照秦漢时期一里为415.8米的标准来计算，那么三韩部落所占据的总面积应该不下十七万平方公里，已将大半个朝鲜半岛都囊括在了其中。 其中马韩是三韩中最强大的，被三韩拥立为“辰王”，定都目支国，统领三韩之地。4世纪马韩已被源自高句麗的百济滅亡；辰韩興起了新罗，弁韩则演化成伽倻后又被新罗兼并。
“三韩”一词最早在中国的典籍《后汉书·东夷列传》中出现。三韩所在的具体位置存在争议。不同时期，三韩的边界也不断的变化。但大體上认为在朝鮮半島的南部，大致为今天的大韩民国。《后汉书》曰三韩之地“皆古之辰国也”。 卫满灭古朝鲜后，準王逃亡马韩部落建立的国家被称为辰国，其地理位置也大体相当。
「韓」（：／ han）在韩语中为“伟大”或“第一”的意思。韩国的国名中就含有“韩”字。「韓」後來演變為朝鮮民族的別名。三韩是现在韓民族的直系祖先，也是如今韩国国名得来的原因。此外，三韩还成为高句丽、百济、新罗的别称。

## 概况
《三国志》中认为辰韩與秦有關，但也有说法认为其沿用了辰国的“辰”字。 弁韩的另一个称呼“弁辰”也使用“辰”这个字。另外马韩的统治者在一段时间称自己为辰王表示对整个三韩的统治。
马韩是三韩中最大的一个，由54个部落构成；為部族國家。大致位于全罗道 ，忠清道和京畿道。
辰韩主要位于洛东江以东，由12个城邦组成。其中的一个城邦后来吸收了其它城邦发展成新罗。
弁韩由12个城邦组成，发展成伽倻后被新罗吸收，大致位于洛东江以南和以西。
三韓领袖称为天君，有祭天的义务。

## 技术
铁制工具使农业耕作更加容易，从而也促进了朝鲜半岛的农业发展。全罗道在当时已发展成水稻生产中心。

## 中國典籍中的三韩
東漢編著
《漢書·高祖本紀》：「「四年，北貉、燕人致梟騎助漢。注：北貉，國也。梟，健也。師古曰：『貉在東北方。三韓之屬，皆貉類。』」
《漢書·朝鮮傳》：「眞番辰國，欲上書見天子，又壅閼不通。師古曰：『辰謂辰韓之國』。」
《漢·郊祀志》：「谷永說上曰：『始皇初竝天下，遣徐福、韓終之屬，多載童男女，入海求神仙。因逃不還。』」
《釋名》：「韓羊、韓兎、韓雞本法。出於韓國所為也。」
《潛夫論》：「昔周宣王時，有韓侯，其國近燕，後為衛滿所伐。遷居海中。」
三國編著
《後漢·光武紀》:「建武二十年，東夷，韓國人，率眾詣樂浪內附。」
《後漢書·東夷列傳》第七十五：「韓有三種：一曰馬韓、二曰辰韓、三曰弁辰。馬韓在西，有五十四國，其北與樂浪，南與倭接，辰韓在東，十有二國，其北與濊貊接。弁辰在辰韓之南，亦十有二國，其南亦與倭接。凡七十八國，伯濟是其一國焉。大者萬余戶，小者數千家，各在山海間，地合方四千余里，東西以海為限，皆古之辰國也。馬韓最大，共立其種為辰王，都目支國，盡王三韓之地。其諸國王先皆是馬韓種人焉。」
《後漢書·東夷列傳》第七十五:「馬韓人知田蠶，作綿布。出大栗如梨。有長尾雞，尾長五尺。邑落雜居，亦無城郭。作土室，形如冢，開戶在上。不知跪拜。無長幼男女之別。不貴金寶錦罽，不知騎乘牛馬，唯重瓔珠，以綴衣為飾，及縣頸垂耳。大率皆魁頭露紒，布袍草履。其人壯勇，少年有築室作力者，輒以繩貫脊皮，縋以大木，嚾呼為健。常以五月田竟祭鬼神，晝夜酒會，群聚歌舞，舞輒數十人相隨蹋地為節。十月農功畢，亦復如之。諸國邑各以一人主祭天神，號為「天君」。又立蘇塗，建大木以縣鈴鼓，事鬼神。其南界近倭，亦有文身者。」
《後漢書·東夷列傳》第七十五:「辰韓，耆老自言秦之亡人，避苦役，適韓國，馬韓割東界地與之。其名國為邦，弓為弧，賊為寇，行酒為行觴，相呼為徒，有似秦語，故或名之為秦韓。有城柵屋室。諸小別邑，各有渠帥，大者名臣智，次有儉側，次有樊秖，次有殺奚，次有邑借。土地肥美，宜五穀。知蠶桑，作縑布。乘駕牛馬。嫁娶以禮。行者讓路。國出鐵，濊、倭、馬韓並從巿之。凡諸貨易，皆以鐵為貨。俗憙歌舞飲酒鼓瑟。兒生欲令其頭扁，皆押之以石。」
《後漢書·東夷列傳》第七十五:「弁辰與辰韓雜居，城郭衣服皆同，語言風俗有異。其人形皆長大，美發，衣服潔清。而刑法嚴峻。其國近倭，故頗有文身者。」
《後漢書·東夷列傳》第七十五:：「箕準為衛滿所攻奪，將左右官人入海，攻破馬韓，自立為韓王。其後絕滅。馬韓人，復自立為辰王。漢光武帝建武二十年，韓廉斯人蘇馬諟等，詣樂浪貢獻。光武封蘇馬諟為漢廉斯邑君，使屬樂浪郡。」《魏略》云：「箕準子支留在國者。因冒姓韓氏。準王海中。不相往來。」
王肅：「涿郡方城縣，有韓侯城，意在難鄭，而與貊不相屬。」
西晉編著
《三國志·魏書·烏丸鮮卑東夷傳》:「桓、靈之末，韓濊強盛，郡縣不能制，民多流入韓國。」
《三國·魏志》:「齊王正始七年，幽州刺史毋丘儉破高句驪、貊、韓、那奚等數十國，各率種落降。陳留王景元二年，樂浪外夷韓，貊、各率其屬來朝貢。」
《三國志: 魏書三十: 韓傳》：「鮮于嗣，魏明帝景初中，樂浪太守。明帝遣嗣及帶方太守劉昕，越海定二郡。諸韓國智，加賜邑郡印綬，其次與邑長。」
《博物志》：「箕子子居朝鮮，其後伐燕復之。朝鮮亡，入海為鮮國師，兩妻黑色珥，兩靑蛇，蓋句芒也。」
東晉編著
《拾遺記》：「漢惠二年戊申，四方咸稱車書同文軌，天下太平，干戈偃息，遠國殊鄕，重譯來貢。時有道士，姓韓名稚者，韓終之胤也。越海而來雲。東海神使聞聖德洽於區宇。故悅服而來庭」
南北朝編著
《水經註》：「聖水經方城縣故城北。又東南經韓城。」
《演賾賦》：「覩三韓之累累兮，見卉服之悠悠。」
唐朝編譯
《晉書·張華傳》：「東裔馬韓、新彌，依山帶海，去州四千餘里。歷世未附者二十餘國。竝遣使朝獻。」
《尚書正義: 卷十八周官第二十二·成王旣伐東夷傳》：「海東諸夷，駒麗、扶餘、馯、貊之屬。」
《通典》:「秦並天下，其淮、泗夷皆散為人戶。其朝鮮歷千餘年，至漢高帝時滅。武帝元狩中，開其地，置樂浪等郡。至後漢末，為公孫康所有。魏晉又得其地。其三韓之地在海島之上，朝鮮之東南百濟、新羅，魏晉以後分王韓地。弁辰與辰韓雜居，亦有城郭。衣服居處與辰韓同，言語風俗相似，祠祭鬼神有異。施灶皆在戶西。初，朝鮮王準為衛滿所破，乃將其餘眾數千人走入海，攻馬韓，破之，自立為韓王。準後滅絕，馬韓人復自立為辰王。後漢光武建武中，韓人廉斯人蘇馬諟等詣樂浪貢獻。諟音是。帝封蘇馬諟為漢廉斯邑君，使屬樂浪郡，四時朝謁。靈帝末，韓、濊並盛，郡縣不能制，百姓苦亂，多流亡入韓者。獻帝建安中，公孫康分屯有、有鹽縣屯有、有鹽並漢遼東屬縣，並今東夷之地。以南荒地為帶方郡，遣公孫模、張敞等收集遺民，興兵代韓、濊，舊民稍出。是後倭韓遂屬帶方。魏景國中，明帝密遣帶方太守劉昕、樂浪太守鮮於嗣越海定二郡，諸韓國臣智加賜邑君印綬，其次與邑長。其俗好衣幘，下戶詣郡朝謁，皆假衣幘，自服印綬衣幘千有餘人。部從事吳林以樂浪本統韓國，分割辰韓八國以與樂浪。晉武帝鹹寧中，馬韓王來朝，自是無聞。三韓蓋為百濟、新羅所吞併。」
《北史》：「新羅者，其先本辰韓種也，地在高麗東南。辰韓，亦曰秦漢。相傳言：秦世亡人，避役來適馬韓，割其東界居之。以秦人，名之曰秦漢。其言語名物，有似中國人。辰韓王常用馬韓人作之，世世相傳。辰韓不得自立王，明其流離之人故也，恆為馬韓所製。辰韓之始有六國，稍分為十二，新羅則其一也。」
宋朝編譯
《新唐書·列傳第一百四十五　東夷傳》：「顯慶五年，平百濟，分其地，置五都督府，其一曰馬韓。」
朱子曰：「將言韓侯，故先序其國曰：『梁山之下，有倬然之道』。此韓侯所以朝周受命者也。」
元朝編譯
《宋史·天文志》：「狗國四星，在建星東南。主三韓、鮮卑、烏桓、玁狁、沃沮之屬。」
《宋史·高麗傳》：「崇寧後，始鑄三韓通寶。」
《遼史·外紀》：「有高麗王子，三韓國公顒、三韓國公勳、三韓國公俁。」
《遼史·地理志》:「有高州三韓縣，辰韓為扶餘，弁韓為新羅，馬韓為高麗。開泰中，聖宗伐高麗，俘三國之遺人置縣。此乃俘三國之人，置縣於內地，而取三韓之名耳。」
《文獻通考》：「箕準子友親，留在冒姓韓氏。」
明朝編譯
《燕史》：「《詩》云：『其追其貊』，燕師之北國也。韓在燕北，貊為韓之北國。韓旣歸於燕，韓從而東徙。漢初謂之三韓。」
清朝編譯
《欽定滿洲源流考》;「三韓分地，後漢書韓有三種，馬韓在西，有五十四國，其北與樂浪，南與倭接。辰韓在東，十有二國，其北與濊接。弁辰(即弁韓)在辰韓之南，亦十有二國，其南亦與倭接，凡七十八國各在山海間，地合方四千餘里，東西以海為限。
三國魏志:韓在帶方之南，東西以海為限，南與倭接，方可四千里，有三種:馬韓在西，辰韓在馬韓之東，弁辰與辰韓雜處，其瀆盧國與倭接界。晉書:辰韓在帶方南，東西以海為限。馬韓居山海之間，無城郭，有小國五十六所。辰韓在東，分十二國，又有弁辰亦十二國屬扵辰韓。
三韓屬國
通考:馬韓有愛襄國，牟水國，桑外國，小石索國，大石索國，優休牟涿國，臣濆活國，伯濟國，速盧不斯國，日華國，古誕者國古離國怒藍國月支國治離牟盧國素謂乾國古爰國莫盧國卑離國占離卑國臣釁國支侵國勾盧國卑彌國監奚卑離國古蒲國致利鞠國冉路國兒林國駟盧國內卑離國感奚國萬盧國辟卑離國舊斯烏旦國一離國不彌國支半國勾素國捷盧國牟盧卑離國臣蘇塗國莫盧國古臘國臨素半國臣雲新國如來卑離國楚山塗卑離國一難國勾奚國不雲國不斯濆邪國爰池國乾馬國楚離國凡五十餘國大國萬餘家小國數千家總十餘萬戶辰王治月支國。三國志辰韓始有六國，稍分為十二國。弁辰亦十二國，又有諸小別邑，有已抵國，不斯國，弁辰彌離彌凍國，弁辰接圖國，勤耆國，難彌離彌凍國，弁辰古資彌凍國弁辰古淳是國冉奚國弁辰半路國弁樂努國軍彌國弁軍彌國弁辰彌烏邪馬國如湛國弁辰甘路國戶路國州鮮國馬延國弁辰勾邪國弁辰走漕瑪國弁辰安邪國馬延國弁辰瀆盧國斯盧國優中國合二十四國大國四五千家小國六七百家總四五萬戶。
三韓故地馬韓都督府辰州三韓縣
舊唐書百濟國為馬韓故地。顯慶五年以其地置熊津馬韓等五都督府。
遼史地理志辰州本高麗蓋牟城渤海蓋州又改辰州以辰韓得名井邑駢列最為沖會。
遼史地理志高州三韓縣。辰韓為夫余，弁韓為新羅，馬韓為高麗。開泰中，聖宗以三國之遺人置縣戶五千。
金史地理志三韓縣屬大定府。
謹案三韓在夫余挹婁二國之南，所統凡七十八國，合方四千里。馬韓在西，辰韓在東，弁韓在辰韓之南。馬韓北與樂浪接，所轄則在今蓋平復州寧海。辰韓北與濊接，濊地即夫余境也。馬韓弁韓之南皆與倭接，東西以海為限，則並今高麗全國亦隸封域至所屬諸國多繋以卑離二字當為貝勒之轉音，而以三汗統諸貝勒於體制亦適相符合。晉書又載有裨離國，在肅慎西北陴與卑音相近耳。遼史有陴離郡為今撫順城是不獨東南廣而西北亦極袤亘矣唐馬韓都督之設未久輒廢其址無存辰州即今之蓋州今為蓋平縣至三韓縣遼時以遷戶置但取其名非故地也。」

### 其他
雖然朝鮮半島古代國名多變，但是「韓人」、「韓民」之稱一直在民間延續，在中韓兩國的法律文書中也時有出現，比如：19世紀80年代的《中朝商民水陸貿易章程》中就有「華民」、「韓人」之稱，19世紀甲午戰爭前夕，清光緒帝的《對日宣戰詔書》中，也有「著李鴻章嚴飭派出各軍，迅速進剿，厚集雄師，陸續進發，以拯韓民于塗炭」之稱。

## 與漢四郡的關係

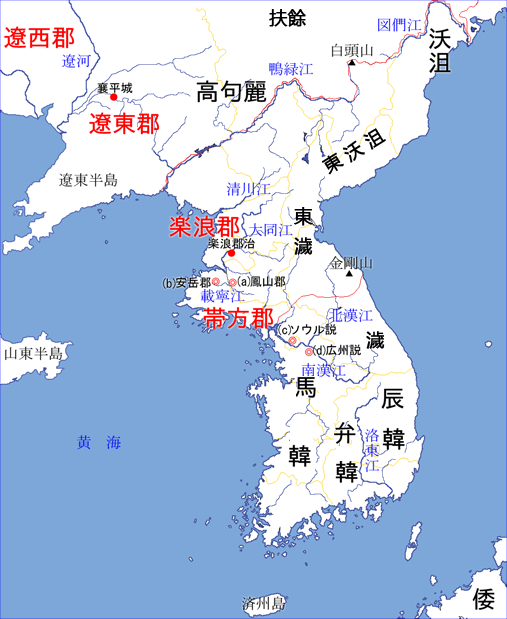
三韩

公元前1世紀三韩諸国与汉四郡位置。

汉四郡中的乐浪郡似乎与三韩的每个城邦都有联系。 
曹魏於公元246年與朝鮮半島南端國家的三韓發生曹魏平三韓之戰。
曹魏侍郎吳林為幽州刺史直屬官員，吳林以韓國本屬於樂浪郡為由，要求辰韓分"八國"歸於樂浪的管轄範圍。這個"八國"與曹魏的行政區劃相比就是八個郡。依《三國志‧魏書‧東夷傳》記載，辰韓有超過五十個郡國。
由於語言不通，翻譯的過程中出現紕漏，三韓的大部落首領利用這一點激起三韓的民憤，正始六年（245年）進攻曹魏帶方郡崎離營(現今韓國黃海道平山市)。劉茂、弓遵隨即出兵討伐三韓，最終平定三韓。但是弓遵也在這場戰爭中戰死之後的正始八年（247年），王頎接替了戰死的弓遵成為下一任帶方太守。
真番郡治霅縣與其餘無考的七縣為開辰國北部所置。三國志魏志馬韓傳云：“從事吳林以樂浪本統三韓，分割辰韓八國以與樂浪。”韓國學者李丙燾認為，此處“辰韓八國”可能就是真番郡南部沒入辰國的八縣，包括霅縣。
昭帝始元五年（前82年），罷真番郡，以北部七縣入樂浪郡，隸屬于南部都尉。霅縣及其南部無考的七縣可能于此時沒于辰國，後入馬韓。獻帝建安中，割據遼東的公孫康分樂浪郡屯有縣以南地置帶方郡，辖带方、列口、長岑、昭明、含資、提奚、海冥七縣，即西漢時真番郡北部故地。
魏齊王正始年閒，魏國遣毌丘儉等伐辰韓，恢復了對臨屯郡故地的統治，東濊、辰韓諸部落多由帶方郡管轄。西晉太康中改昭明縣為南新縣。晉愍帝建興二年（314年），帶方郡沒入高句麗。此後中國皇朝在朝鮮半島的直接統治暫時中斷，直至唐代初年滅高句麗。
三韩与汉四郡有着广泛的贸易往来。朝鲜半岛各地都有汉朝的钱币出土。

## 與古朝鮮的關係
中国史书《尚书大传》是最早记载商周时代的移民箕子朝鲜方国的文献，同时也是最早提及朝鲜的文献，据推断大约在公元前900年左右。朝鮮有史料記載的年代遠遠長過三韓，卫满朝鲜時曾經阻止三韓等部落朝貢漢朝。

## 轶话
《三国史记》，《三国遗事》和《帝王韵记》将马韩说成是高句丽。此观点最早由新罗儒学和历史学者崔致遠提出的。
李氏朝鲜晚期的实学学者则强调在地理上讲马韩应与百济更为相关。
“三韩”一般为古代朝鲜半岛南部的马韩、辰韩、弁韩之总称，后泛指朝鲜。但是在一些汉人史书或者小说笔记中也常指代辽东其他民族。
在唐朝时一些投靠唐朝的高句丽族或者靺鞨将领也在历史上被称为“三韩贵种”，如李多祚。辽开泰（公元1012—1020年）中，辽圣宗伐高丽，以俘户置高州，又以其中三韩遗员置三韩县，属中京道。金属北京路大定府，址在今之内蒙古赤峰市东。顾炎武《日知录·外国·三韩》条谓：“今人谓辽东为三韩者，……原其故，本于天启初失辽阳以后，奏章之文遂有谓辽人为三韩者，外之也。今江人乃以之自称，夫亦自外也矣。”
“古营州”人，“三韩人”在辽金以后的中国东北文人笔下乃指辽东。清以来，常以“三韩”作辽东之代称。如曹寅祖籍辽阳，韩炎《有怀堂文稿》卷六〈织造曹使君寿序〉谓“以余所见，三韩曹使君子清，乃诚善读书者”，可为例证。在清人所著满洲源流考中，三韩被认为是三汗的讹传，认为三韩为满族人的来源之一，地理位置在“奉天东北，吉林一带，壤接朝鲜”，辽代也在此设立国三韩县。
《日本書紀》中也将百濟、新羅、高句麗三国称呼为三韓。